# 须红鲂鮄
须红鲂鮄（学名：Satyrichthys amiscus），又名鬚叉吻魴鮄、雞角、角仔魚，为黄鲂鮄科紅魴鮄屬的鱼类。分布于日本、台湾岛等。该物种的模式产地在日本相模湾。